# Inferno (muntanya russa)
Inferno és una muntanya russa d'acer 4D Zacspin a l'àrea de Roma del parc temàtic Terra Mítica de Benidorm. Esta atracció mecànica està sobre una superfície de 400 metres i va costar tres milions d'euros, dissenyada per Intamin AG. És una de les atraccions referents al parc. El parc fou pioner en aquest tipus de muntanya, va adquirir aquest prototip el 2007. És el segon parc a Europa que en té un el quart parc a tot el món. El 2013 n'hi havia vuit arreu del món. Té uns avantatges al comprador: és relativament barata, ocupa poc espai, agrada al passatger i visualment és poderosa.

## Inconvenients
Aquest tipus de muntanya russa no ofereix un flux de passatgers molt elevat, al voltant de quatre-cents persones por hora, i té uns problemes de manteniment. No se li pot afegir MCBR, ja que el recorregut no li permet i açò afegeix més risc a cada cicle i per altra part com que no s'hi pot fer un transfer paral·lel a l'estació si un dels dos o tres trens s'avarés, no se pot traure de la via, pel que la coaster quedaria tancada. Per un parc és un reclam visual excel·lent però hi ha problemes i inconvenients que no justifiquén plenament l'alt cost de la construcció

## Fitxa

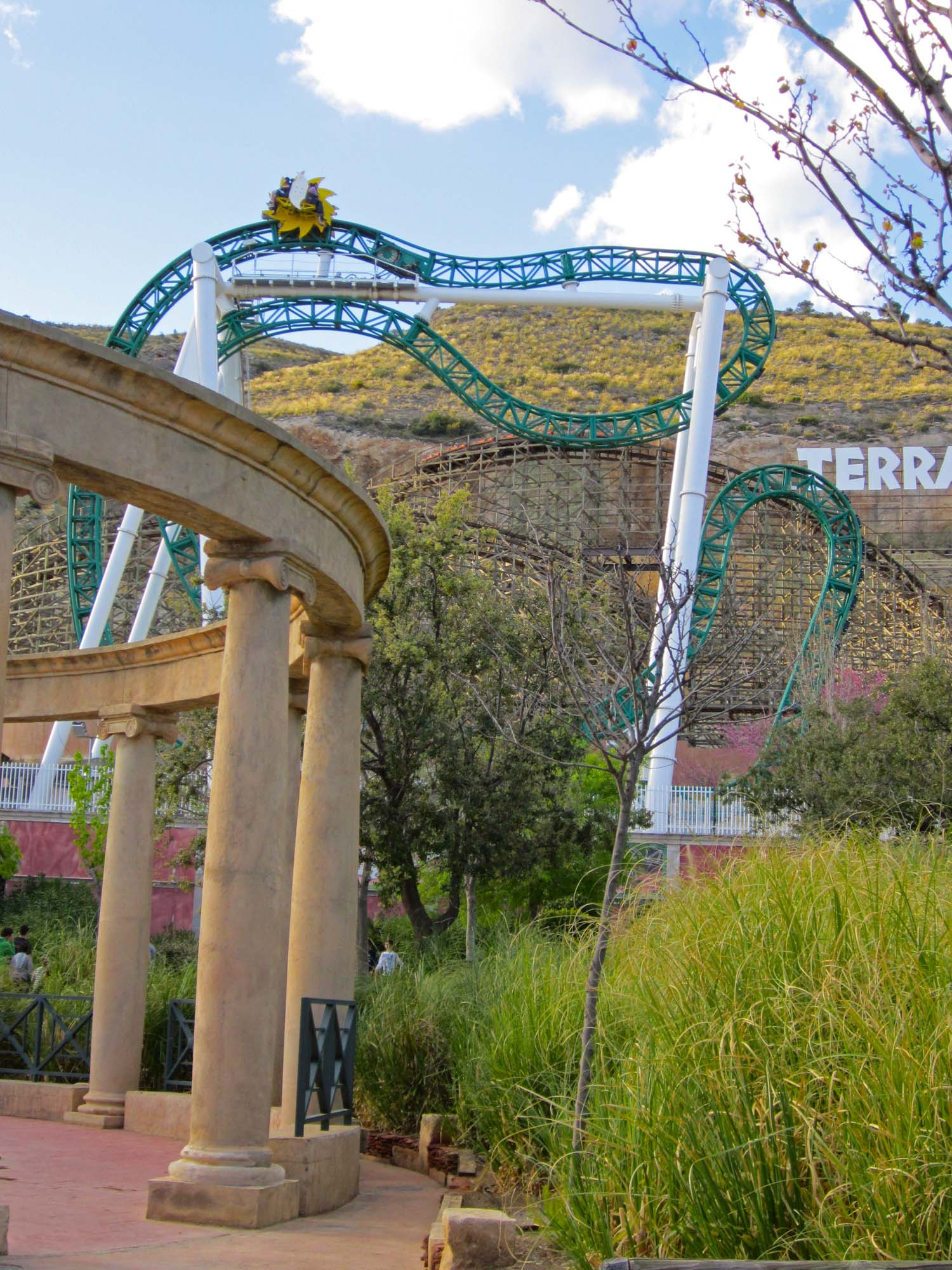
Vista de "Inferno".

| Data de la inauguració    | 21 de juliol de 2007                                 |
| Zona del Parc             | Roma                                                 |
| Tipus                     | Coaster d'acer de 4ªDimensio.                        |
| Fabricant                 | Intamin AG                                           |
| Disseny                   | Ing.-Büro Stengel GmbH                               |
| Tematització              | cap                                                  |
| Estat actual              | Oberta                                               |
| Alçada                    | 25,4 m                                               |
| Longitud del recorregut   | 142 m                                                |
| Duració del recorregut    | 1 minuto                                             |
| Velocitat màxima          | 59,5 km/h                                            |
| Capacitat per tren        | 8 passatgers                                         |
| Volum de passatgers       | 650 pas/h                                            |
| Colors emprats góndoles   | grog                                                 |
| Colors emprats estructura | blanc/verd                                           |
| Foto/Video On Ride        | Sí/No                                                |
| Altura Mín. y Màx         | 1,20 m / No                                          |
| Tipus Frenada             | Frens Magnètics LSM                                  |
| Sistema de pujada         | Cadena                                               |
| Cost                      | 3.000.000 de €                                       |
| Geolocalización           | 38° 33′ 38″ N, 0° 09′ 51″ O / 38.560421°N,0.164146°O |

## Galeria de fotos

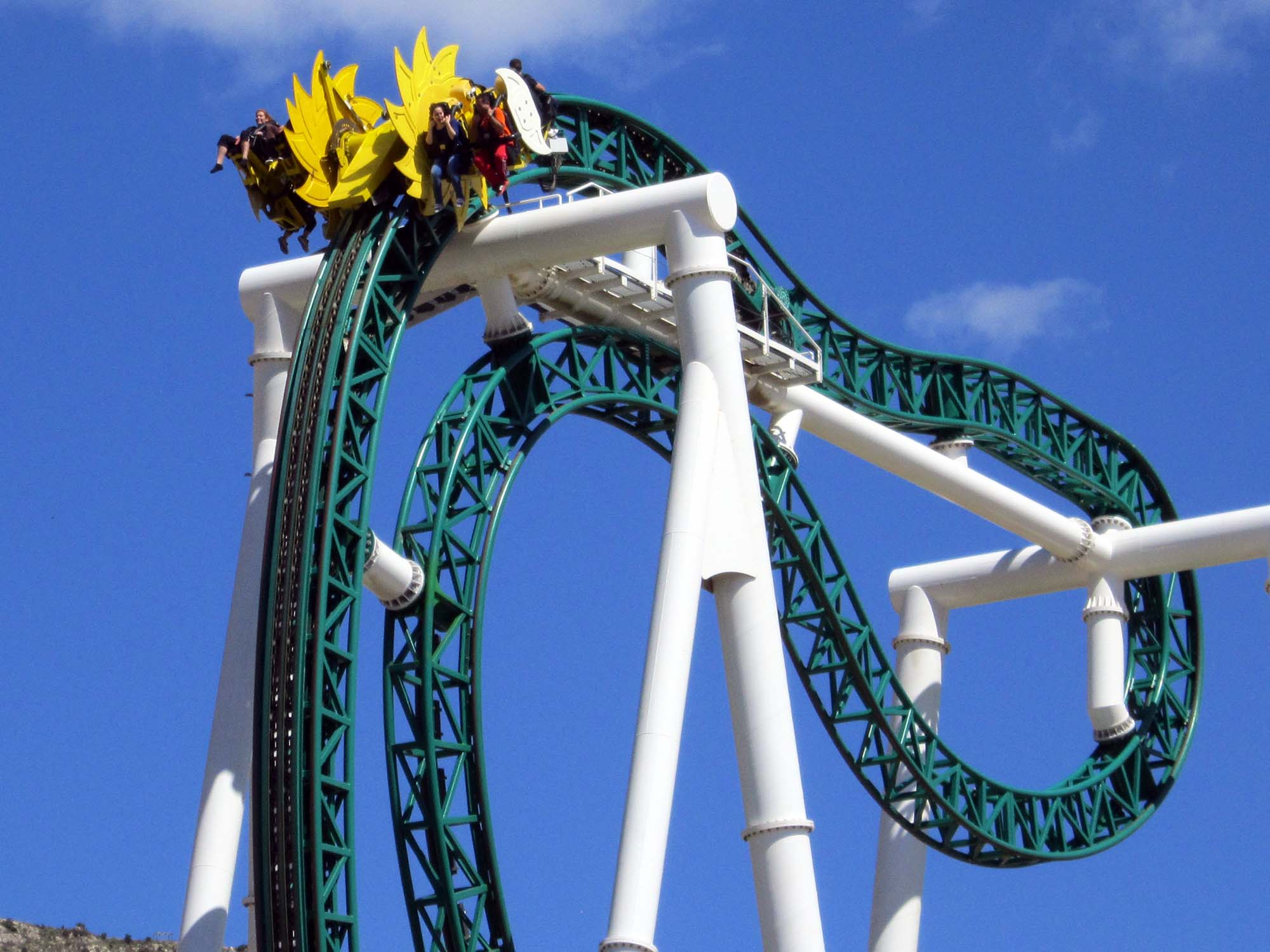
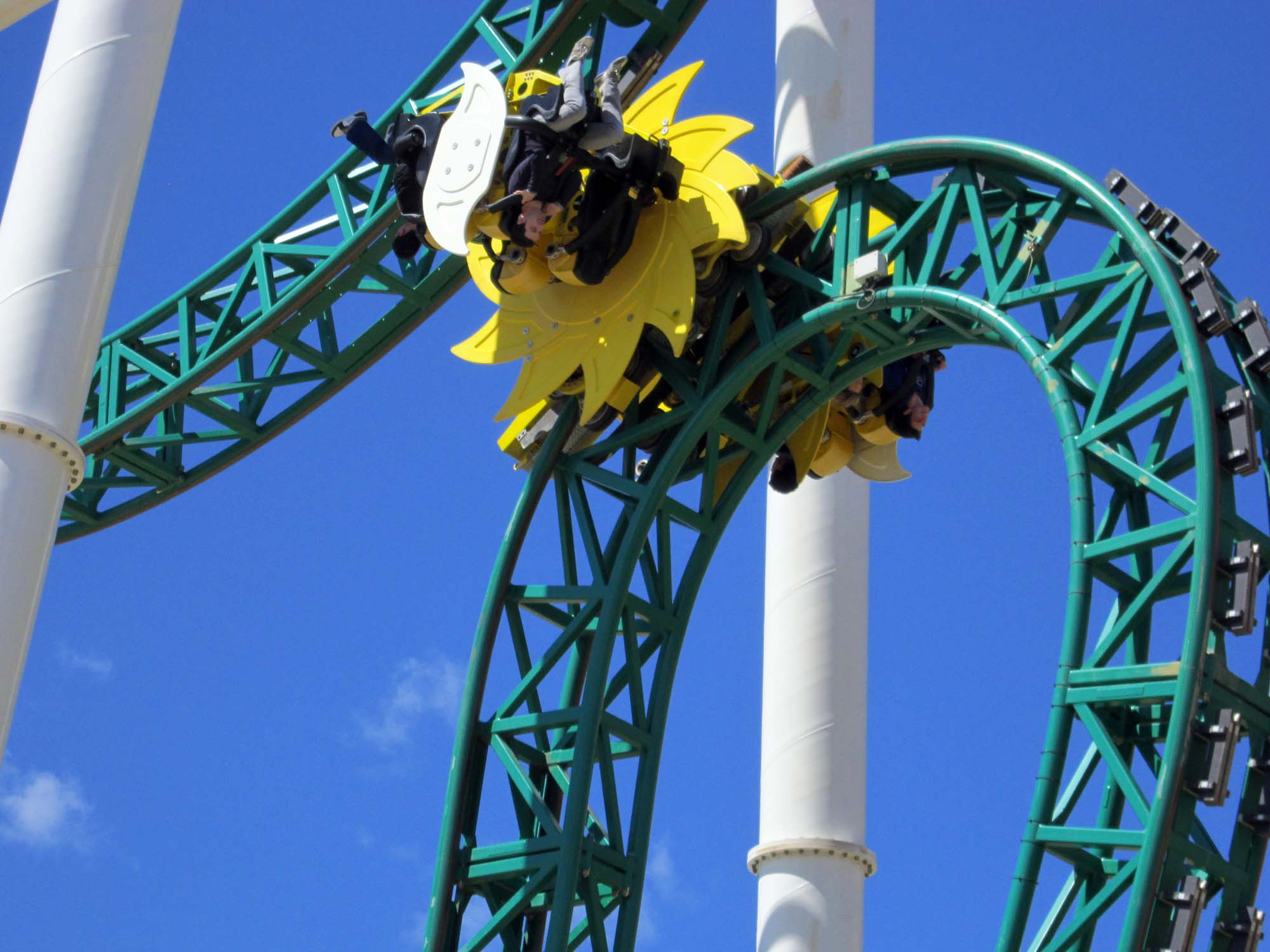
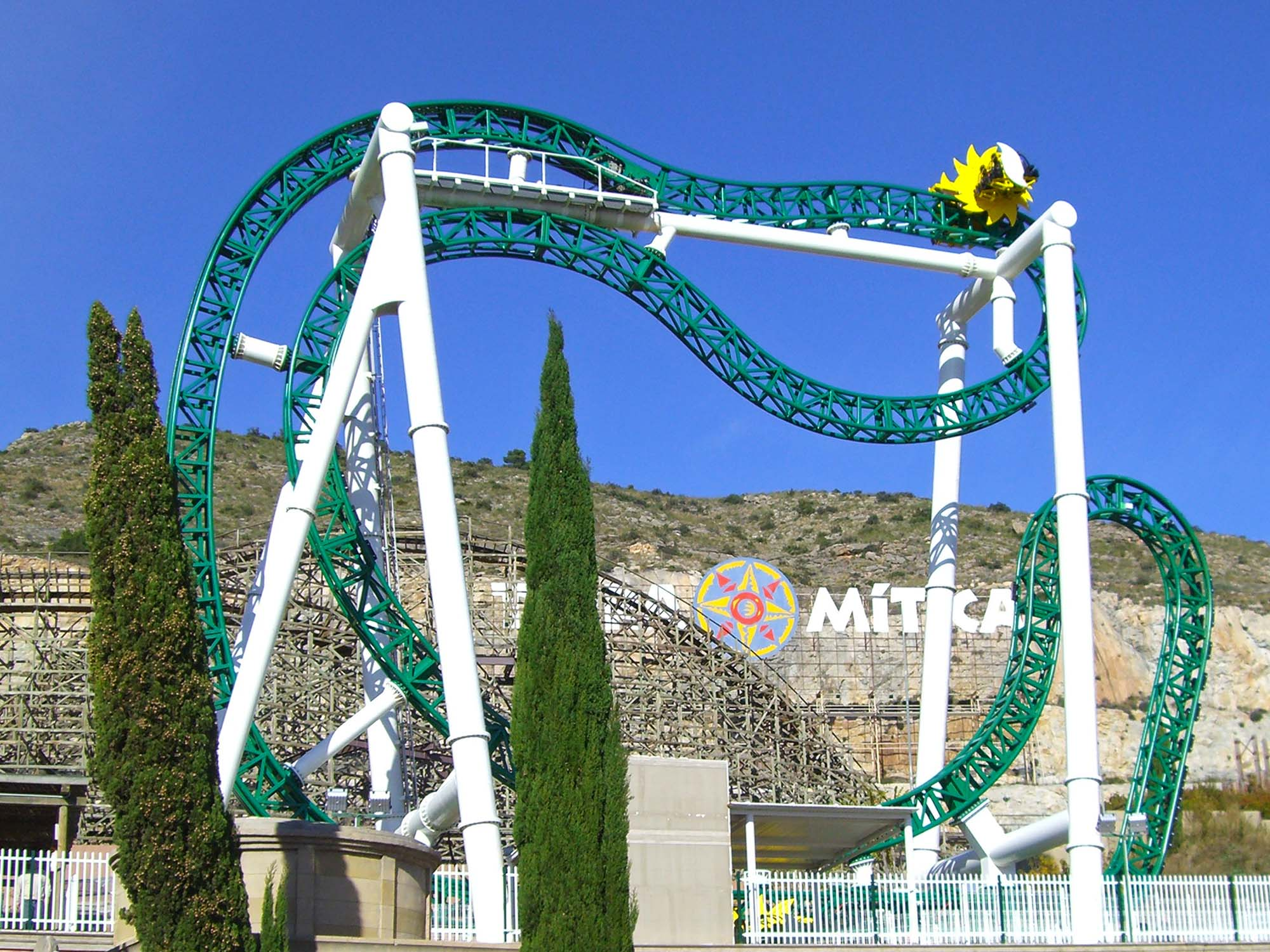
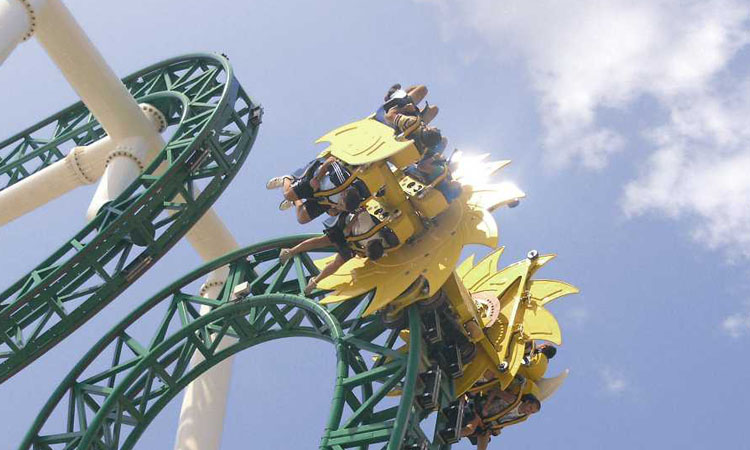

- Lift de Inferno
- Detall del gir de la góndola
- Silueta de la muntanya russa
- Góndola de "Inferno"

### Atraccions en Terra Mítica
- Magnus Colossus